# Алексеевское (Московская область)
Алексеевское — деревня в Московской области России. Входит в городской округ Солнечногорск. Население — 43 чел. (2010).

## География
Расположена на севере Московской области, в центральной части округа, примерно в 9 км к югу от города Солнечногорска, в 37 км к северо-западу от Московской кольцевой автодороги. На территории зарегистрировано садовое товарищество. Связана прямым автобусным сообщением с районным центром и деревней Пятницей. Ближайшие населённые пункты — деревни Васюково, Малые Снопы и Ростовцево.

## История
В «Списке населённых мест» 1862 года Алексеевское — владельческое село 2-го стана Звенигородского уезда Московской губернии по правую сторону тракта из Воскресенска в Клин, в 42 верстах от уездного города, при трёх прудах, с 13 дворами, православной церковью и 88 жителями (45 мужчин, 43 женщины).
По данным на 1890 год — село Пятницкой волости Звенигородского уезда со 116 душами населения, имелось сельское училище.
В 1913 году — 18 дворов, земское училище и помещичья усадьба.
По материалам Всесоюзной переписи населения 1926 года — село Новлянского сельсовета Пятницкой волости Воскресенского уезда Московской губернии, проживало 166 жителей (81 мужчина, 85 женщин), насчитывалось 36 хозяйств, среди которых 35 крестьянских, имелись школа 1-й ступени, кредитное и мелиорационное товарищества, а также товарищество по обработке земли.
1927—1929 гг. — центр Алексеевского сельсовета Пятницкой волости.
С 1929 года — населённый пункт в составе Солнечногорского района Московского округа Московской области. Постановлением ЦИК и СНК от 23 июля 1930 года округа как административно-территориальные единицы были ликвидированы.
1929—1954 гг. — центр Алексеевского сельсовета Солнечногорского района.
1954—1957, 1960—1963, 1965—1974 гг. — деревня Белавинского сельсовета Солнечногорского района.
1957—1960 гг. — деревня Белавинского сельсовета Химкинского района.
1963—1965 гг. — деревня Белавинского сельсовета Солнечногорского укрупнённого сельского района.
1974—1987 гг. — деревня Обуховского сельсовета Солнечногорского района.
1987—1994 гг. — деревня Соколовского сельсовета Солнечногорского района.
В 1994 году Московской областной думой было утверждено положение о местном самоуправлении в Московской области, сельские советы как административно-территориальные единицы были преобразованы в сельские округа.
С 1994 до 2006 гг. деревня входила в Соколовский сельский округ Солнечногорского района.
С 2005 до 2019 гг. деревня включалась в Соколовское сельское поселение Солнечногорского муниципального района.
С 2019 года деревня входит в городской округ Солнечногорск, в рамках администрации которого деревня относится к территориальному управлению Соколовское.
Церковь Николая Чудотворца
До 1950-х гг. в Алексеевском существовала одноглавая деревянная Никольская церковь, построенная на средства А. А. Татищева в 1778 году. В 1825 году перестроена в стиле классицизма, в 1937-м закрыта. В 1997 году на месте церкви построена деревянная часовенка, рядом с которой в начале 2000-х гг. соорудили небольшой кирпичный храм.

## Население
| 1852 | 1859 | 1890 | 1899 | 1926 | 1998 | 2002 |
| ---- | ---- | ---- | ---- | ---- | ---- | ---- |
| 113  | ↘88  | ↗116 | ↘100 | ↗166 | ↘48  | ↘45  |
| 2010 |      |      |      |      |      |      |
| ↘43  |      |      |      |      |      |      |